# 矢野恒太

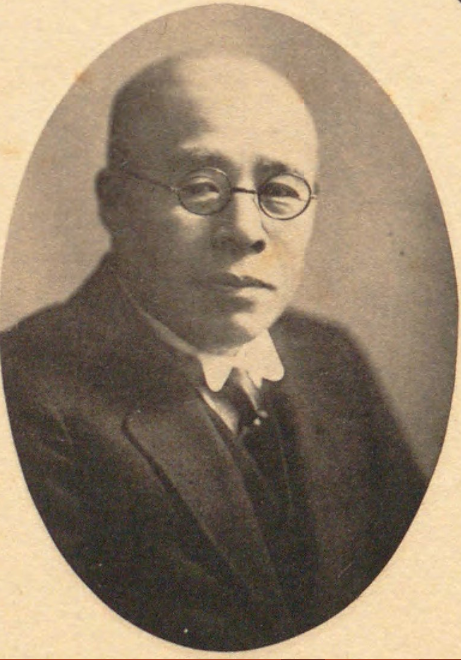
矢野恒太

矢野 恒太（やの つねた、慶応元年12月2日（1866年1月18日） - 昭和26年（1951年）9月23日）は、明治期から大正期に生命保険業界の基礎を築いた実業家。第一生命保険創業者。医師。日本アクチュアリー会初代代表。「相互会社の産みの親」と呼ばれ、「蒼梧」と号した。

## 来歴

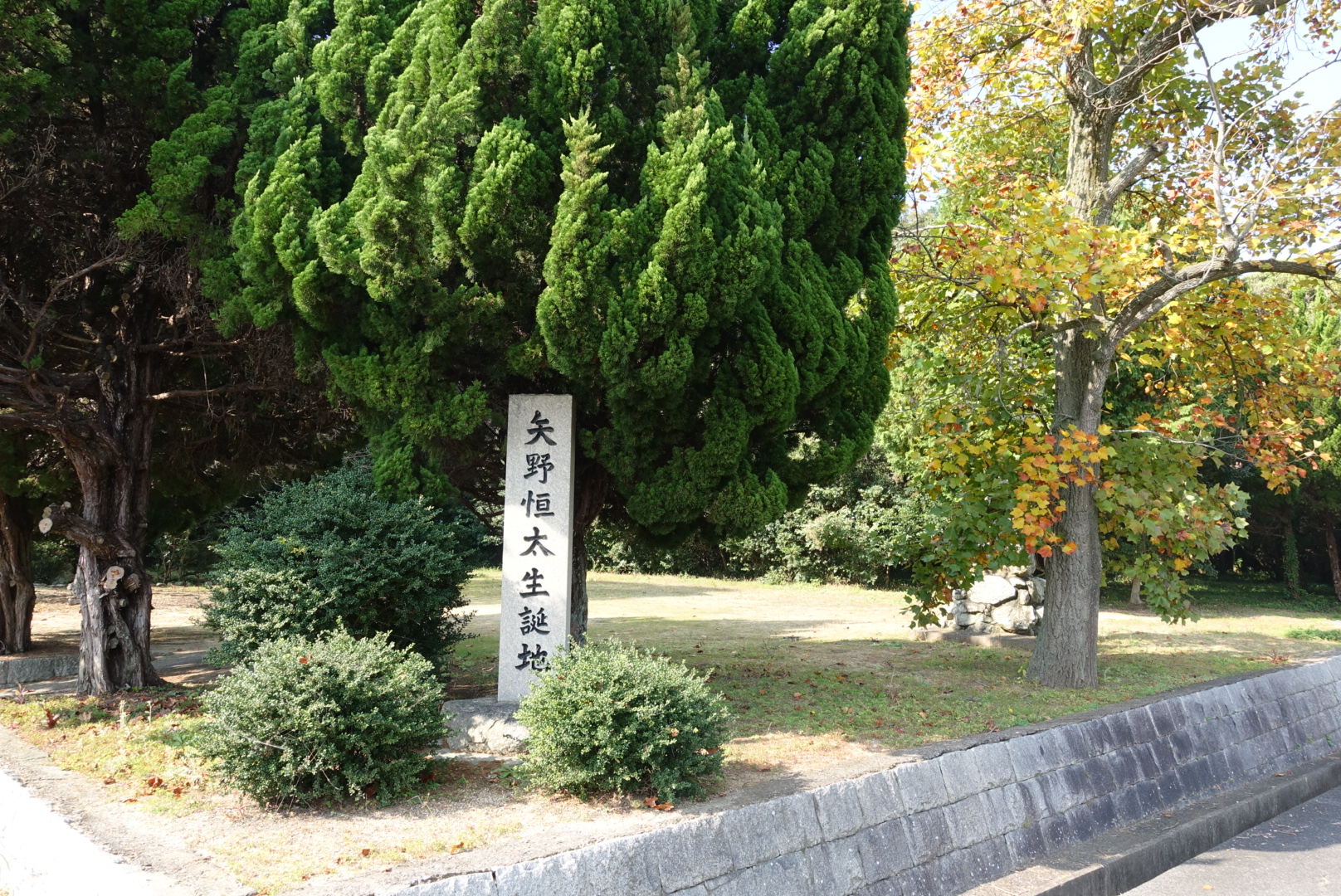
岡山市上道にある矢野恒太生誕の地

備前国上道郡角山村（現・岡山県岡山市東区）で生まれる。播磨国赤穂郡砂野庄矢野（現・兵庫県相生市北部）を本貫とした清和源氏山県氏流矢野氏の末裔と称した。

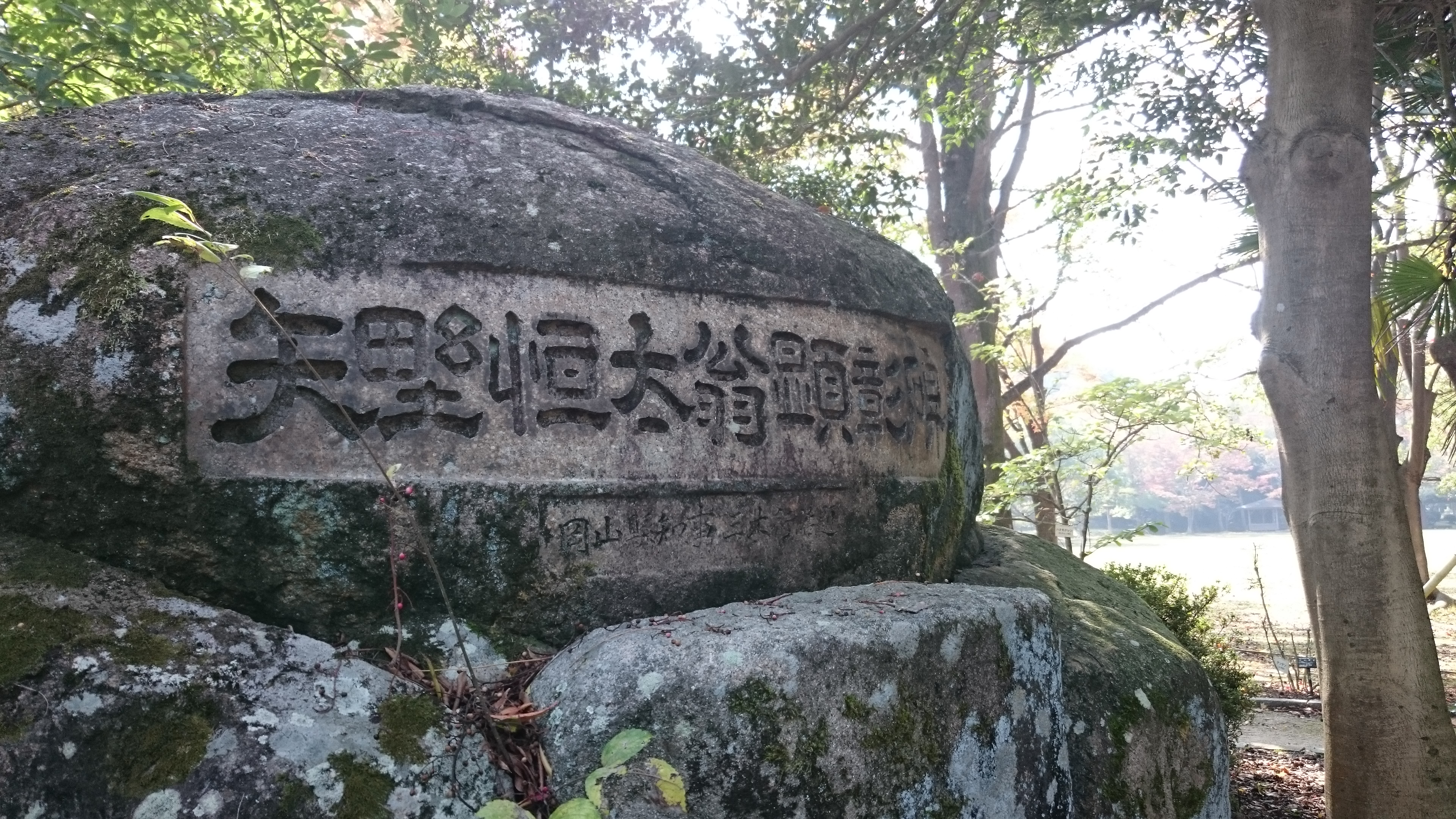
三徳園にある矢野恒太顕彰碑

1889年、第三高等中学校医学部（後の岡山医専、現・岡山大学）を卒業、日本生命に診査医として就職する。
しかし、1892年に経営陣との対立から退社し、安田生命（現・明治安田生命保険）の前身である共済生命保険の設立に関わり、その後、支配役となる。1897年に退社し、農商務省の嘱託職員として保険業法の起草に参画し、その後、農商務省保険課長に就任する。
1902年に日本初の相互会社形式での第一生命保険を設立した。後に社長に就任し、1938年に石坂泰三が社長に就任すると、自らは会長に就任した。1946年（昭和21年）に会長を退任し、1947年に息子の矢野一郎が社長に就任した。
また、第一相互貯蓄銀行（協和銀行を経て現在のりそな銀行）を設立。目黒蒲田電鉄、東京横浜電鉄両社の社長も歴任。日本国勢図会を発刊した。
1926年（大正15年）3月郷里の上道郡角山村竹原に農村青年訓練所を設立。1933年（昭和8年）3月財団法人「三徳教育会」を設立、1934年（昭和9年）三徳塾を開く。三徳塾はその後、岡山県に寄付され、1968年（昭和43年）岡山県立青少年農林文化センター三徳園に改称された。
また、日本保険学会創立に参画し、1950年に加藤由作一橋大学教授が議長を務めた日本保険学会再建総会で、印南博吉明治大学教授による経過報告ののち、志田鉀太郎、粟津清亮とともに名誉会員に推挙された。

## 人物
- 岡山県医学校時代、15歳で芸者と遊んだと友人に吹聴し、『芸者論』の著書もあるほどだが[7]、当の芸者たちからは理屈が過ぎて話が長過ぎる、と敬遠されていた[8]。
- 日本国民に数字により実態を理解することを普及させるため、年刊の統計解説書である「日本国勢図会」の刊行に関与、昭和2年初版。終戦前後を除き継続発刊されている[9]。
- 保険の数理・統計知識の普及とともに、精神教育の必要性を感じ、「論語」にわずかな解説をつけて「ポケット論語」を編集出版した。「ポケット論語」は「芸者論」と共にベストセラーとなった[10]。

## 著述
- 矢野恒太『死亡表を単簡にする為に』 323巻《中外医事新報》、日本医史学会、1893年、42-45頁。
- 矢野恒太『特融後の生保界』《ダイヤモンド 16巻2号》ダイヤモンド社、1928年、39-40頁。
- 矢野恒太『団体保険官営可否』《国勢グラフ 3巻3号》国勢社、1934年、3-6頁。
- 矢野恒太『安田善次郎翁と私』《実業の日本 53巻9号》実業之日本、1950年、70-71頁。

## 蒼梧記念館
- 大田区田園調布に1927年（昭和2年）に竣工した旧宅は、1986年（昭和61年）に給田の第一生命相娯園に移築され、蒼梧記念館として保存されている。設計は松本与作、施工は石井正作による。大正末期から昭和初期にかけての、和洋の建築を融合させた住宅の一例として高い価値を持つ[11]。

## 栄典
- 1921年（大正10年）7月1日 - 第一回国勢調査記念章[12]